# Crisp Junk
Crisp Junk（クリスプ ジャンク）は、日本の音楽事務所。代表取締役社長は松本健太。
2023年10月で所属していたPIZZA OF DEATH MANAGEMENTとの契約を解除し、翌月から新たにWANIMAが創設した。2024年11月14日 株式会社Bear Bookに称号を変更

## 所属アーティスト
- WANIMA（2023年11月 - ）